# Koudelka (jeu vidéo)
 (décembre 2014).
Si vous disposez d'ouvrages ou d'articles de référence ou si vous connaissez des sites web de qualité traitant du thème abordé ici, merci de compléter l'article en donnant les références utiles à sa vérifiabilité et en les liant à la section « Notes et références ».
Pour l’article homonyme, voir Koudelka.
Koudelka (クーデルカ) est un jeu vidéo de rôle se déroulant dans un univers fantastique. Il a été développé par Sacnoth (en) et édité par SNK au Japon, et Infogrames en Europe et en Amérique du Nord.  
Il fonctionne sur PlayStation et est sorti le 16 décembre 1999 au Japon, le 29 juin 2000 en Amérique du Nord et le 27 septembre 2000 en Europe.
Il existe un manga tiré du jeu, écrit par Yūji Iwahara.
Il précède de façon indirecte le premier épisode de la série Shadow Hearts.

## Système de jeu
Koudelka est un RPG tactique. Les combats se déroulent sur un plateau avec des cases, comme sur un échiquier mais sans les couleurs. Le joueur doit gérer le déplacement limité de ses personnages et les actions tour par tour. À la fin du combat, l'équipe gagne des points d'expérience.
Chaque personnage a ses propres caractéristiques et sa propre façon de combattre.